# ماریا تالچیف
ماریا تالچیف (انگلیسی: Maria Tallchief؛ ۲۴ ژانویهٔ ۱۹۲۵ – ۱۱ آوریل ۲۰۱۳) بالرین اهل ایالات متحده آمریکا بود. او بین سال‌های ۱۹۴۲ تا ۱۹۶۶ میلادی فعالیت می‌کرد و اولین رقصندهٔ آمریکایی بود که به بالرینی طراز اول (prima ballerina) بدل شد. مهم‌ترین اجراهایش در پرنده آتشین و فندق‌شکن -هردو به رقص‌پردازی جرج بلنچین- بوده‌است.
تالچیف همچنین برندهٔ جوایزی همچون نشان ملی هنر شده‌است.